# Darzab (distrikt)
Darzab är ett distrikt i Afghanistan. Det ligger i provinsen Jowzjan, i den norra delen av landet, 400 kilometer väster om huvudstaden Kabul. Administrativ huvudort är Darzab.
Distriktet beräknades år 2022 ha cirka 58 000 invånare.